# Zethenia cathara
Zethenia cathara là một loài bướm đêm trong họ Geometridae.